# Hylaeus armeniacus
Hylaeus armeniacus är en biart som först beskrevs av Warncke 1981.  Hylaeus armeniacus ingår i släktet citronbin, och familjen korttungebin. Inga underarter finns listade i Catalogue of Life.